# Química prebiòtica
És la síntesi de compostos orgànics a partir de compostos inorgànics.
És una nova especialitat de la química que nèix arran de dos experiments rellevants realitzats als anys 50 als Estats Units. El primer va ser la síntesi d'aminoàcids aconseguida el 1953 en l'experiment de Miller i Urey i el segon va ser la síntesi de l'adenina aconseguida el 1959 en l'experiment de Joan Oró
El 1953, Stanley Miller a la Universitat de Chicago va introduir aigua, metà, amoníac i hidrogen en un recipient de vidre per simular les suposades condicions de la Terra primitiva. La barreja va ser exposada a descàrregues elèctriques i, una setmana després, una cromatografia en paper va mostrar que s'havien format diversos aminoàcids i altres molècules orgàniques.
Posteriorment, el 1959, a la Universitat de Houston, el bioquímic Joan Oró va aconseguir sintetitzar adenina a partir de la barreja d'àcid cianhídric, amoníac i aigua. La cromatrografia en paper va mostrar que s'havia format adenina, un dels quatre acids nucleics que formen l'ADN.